# Liushanhu (köpinghuvudort i Kina, Hubei Sheng, lat 29,86, long 113,65)
Liushanhu (kinesiska: 柳山湖, 柳山湖镇) är en köpinghuvudort i Kina. Den ligger i provinsen Hubei, i den centrala delen av landet, omkring 100 kilometer sydväst om provinshuvudstaden Wuhan. Antalet invånare är 7 231. Befolkningen består av 3 463 kvinnor och 3 768 män. Barn under 15 år utgör 14,0 %, vuxna 15-64 år 74 %, och äldre över 65 år 10,0 %.
Runt Liushanhu är det tätbefolkat, med 276 invånare per kvadratkilometer. Närmaste större samhälle är Xindi, 18,1 km väster om Liushanhu. Trakten runt Liushanhu består till största delen av jordbruksmark.
Genomsnittlig årsnederbörd är 1 743 millimeter. Den regnigaste månaden är maj, med i genomsnitt 244 mm nederbörd, och den torraste är januari, med 42 mm nederbörd.